# 1998 NBA Draft
1998 NBA Draft – National Basketball Association Draft, który odbył się 24 czerwca 1998 w Vancouver w Kanadzie.

## Legenda
Pogrubiona czcionka – wybór do All-NBA Team.
|  | - występ w NBA All-Star Game. |

Gwiazdka (*) – członkowie Basketball Hall of Fame.

## Runda pierwsza
| Nr | Zawodnik                | Narodowość        | Drużyna NBA                                                        | College/Drużyna                |
| -- | ----------------------- | ----------------- | ------------------------------------------------------------------ | ------------------------------ |
| 1  | Michael Olowokandi (C)  | Nigeria           | Los Angeles Clippers                                               | University of the Pacific      |
| 2  | Mike Bibby (PG)         | Stany Zjednoczone | Vancouver Grizzlies                                                | University of Arizona          |
| 3  | Raef LaFrentz (C/F)     | Stany Zjednoczone | Denver Nuggets                                                     | University of Kansas           |
| 4  | Antawn Jamison (F)      | Stany Zjednoczone | Toronto Raptors (sprzedany do Golden State Warriors)               | University of North Carolina   |
| 5  | Vince Carter (G/F)      | Stany Zjednoczone | Golden State Warriors (sprzedany do Toronto Raptors)               | University of North Carolina   |
| 6  | Robert Traylor (F/C)    | Stany Zjednoczone | Dallas Mavericks (sprzedany do Milwaukee Bucks)                    | University of Michigan         |
| 7  | Jason Williams (PG)     | Stany Zjednoczone | Sacramento Kings                                                   | University of Florida          |
| 8  | Larry Hughes (SG)       | Stany Zjednoczone | Philadelphia 76ers                                                 | University of Saint Louis      |
| 9  | Dirk Nowitzki (PF)      | Niemcy            | Milwaukee Bucks (sprzedany do Dallas Mavericks)                    | DJK Würzburg                   |
| 10 | Paul Pierce (G/F)       | Stany Zjednoczone | Boston Celtics                                                     | University of Kansas           |
| 11 | Bonzi Wells (G/F)       | Stany Zjednoczone | Detroit Pistons                                                    | Ball State University          |
| 12 | Michael Doleac (C)      | Stany Zjednoczone | Orlando Magic                                                      | University of Utah             |
| 13 | Keon Clark (F/C)        | Stany Zjednoczone | Orlando Magic (z Golden State Warriors via Washington Wizards)     | University of Nevada           |
| 14 | Michael Dickerson (SG)  | Stany Zjednoczone | Houston Rockets                                                    | University of Arizona          |
| 15 | Matt Harpring (F/G)     | Stany Zjednoczone | Orlando Magic (z New Jersey Nets)                                  | Georgia Institut of Technology |
| 16 | Bryce Drew (PG)         | Stany Zjednoczone | Houston Rockets                                                    | University of Valparaiso       |
| 17 | Radoslav Nesterović (C) | Słowenia          | Minnesota Timberwolves                                             | Kinder Bologna                 |
| 18 | Mirsad Türkcan (PF)     | Turcja            | Houston Rockets (z Toronto Raptors via Portland Trail Blazers)     | Efes Pilsen                    |
| 19 | Pat Garrity (PF)        | Stany Zjednoczone | Milwaukee Bucks (z Cleveland Cavaliers, sprzedany do Phoenix Suns) | Notre Dame University          |
| 20 | Roshown McLeod (SF)     | Stany Zjednoczone | Atlanta Hawks                                                      | Duke University                |
| 21 | Ricky Davis (G/F)       | Stany Zjednoczone | Charlotte Hornets                                                  | University of Iowa             |
| 22 | Brian Skinner (F/C)     | Stany Zjednoczone | Los Angeles Clippers (z Miami Heat)                                | Baylor University              |
| 23 | Tyronn Lue (PG)         | Stany Zjednoczone | Denver Nuggets (z Phoenix Suns sprzedany do Los Angeles Lakers)    | University of Nebraska         |
| 24 | Felipe López (SG)       | Dominikana        | San Antonio Spurs (sprzedany do Vancouver Grizzlies)               | St. John’s University          |
| 25 | Al Harrington (F)       | Stany Zjednoczone | Indiana Pacers                                                     | St. Patrick’s High School      |
| 26 | Sam Jacobson (SG)       | Stany Zjednoczone | Los Angeles Lakers                                                 | University of Minnesota        |
| 27 | Wladimer Stepania (C)   | Gruzja            | Seattle SuperSonics                                                | KK Olimpija Ljubljana          |
| 28 | Corey Benjamin (SG)     | Stany Zjednoczone | Chicago Bulls                                                      | Oregon State University        |
| 29 | Nazr Mohammed (C/F)     | Stany Zjednoczone | Utah Jazz (sprzedany do Philadelphia 76ers)                        | University of Kentucky         |

Gracze spoza pierwszej rundy tego draftu, którzy wyróżnili się w czasie gry w NBA to: Rashard Lewis, Brad Miller (obaj występy w NBA All-Star Game), Cuttino Mobley, Sean Marks.